# أريسكي بيلكاسيم
أريسكي بيلكاسيم (بالفرنسية: Areski Belkacem) هو مؤلف موسيقى تصويرية وممثل فرنسي، ولد في 23 يناير 1940 في فرنسا.

## وصلات خارجية
- أريسكي بيلكاسيم على موقع IMDb (الإنجليزية)
- أريسكي بيلكاسيم على موقع ألو سيني (الفرنسية)
- أريسكي بيلكاسيم على موقع ميوزك برينز (الإنجليزية)
- أريسكي بيلكاسيم على موقع أول ميوزيك (الإنجليزية)
- أريسكي بيلكاسيم على موقع ديسكوغز (الإنجليزية)
- أريسكي بيلكاسيم على موقع قاعدة بيانات الفيلم (الإنجليزية)